# Arthur (Nebraska)
Arthur es una villa ubicada en el condado de Arthur en el estado estadounidense de Nebraska.

## Geografía
Arthur se encuentra ubicada en las coordenadas 41°34′19″N 101°41′32″O / 41.57194, -101.69222. Según la Oficina del Censo de los Estados Unidos, Arthur tiene una superficie total de 0,8 km², toda ella correspondiente a tierra firme.

## Demografía
Según el censo de 2010, Arthur estaba habitada por 117 personas y su densidad de población era de 145,72 hab/km². Según su raza, el 99,15% de los habitantes eran blancos y el 0,85% eran asiáticos.